# 대한민국 민법 제1033조
대한민국 민법 제1033조는 최고기간 중의 변제거절에 관한 대한민국의 민법총칙 조문이다.

## 조문
제1033조(최고기간 중의 변제거절) 한정승인자는 전조제1항의 기간만료전에는 상속채권의 변제를 거절할 수 있다.

## 같이 보기
- 대한민국 민법